# Чип и Дейл (короткометражный мультфильм)
«Чип и Дейл» (англ. Chip an' Dale) — короткометражный мультфильм 1947 года, созданный при помощи техниколора компанией Walt Disney Productions и выпущенный RKO Pictures. По сюжету, Чип и Дейл впервые противостоят Дональду Даку, который неосознанно рубит являющееся их домом дерево. Кроме того, в названии мультфильма впервые раскрываются имена обоих бурундуков, которые оставались безымянными в короткометражках «Рядовой Плуто» 1943 года и «Права незаконного вселенца» 1946 года. Здесь же у персонажей проявляются личностные и физические особенности.
Режиссёром мультфильма «Чип и Дейл» выступил Джек Ханна, а Оливер Уоллес написал музыку к короткометражке. Кларенс Нэш озвучил Дональда Дака, а Джимми Макдональд и Десси Флинн — Чипа и Дейла.
Наряду с другим мультфильмом Диснея под названием «Пластинка Плуто», «Чип и Дейл» был номинирован на премию Американской киноакадемии за лучший анимационный короткометражный фильм на 20-й церемонии вручения премии «Оскар», однако проиграл проекту «Пирог Твити» от Warner Bros.

## Сюжет
Находясь в загородном зимнем доме, вставший с постели Дональд Дак отправляется за дровами для костра. Он срубает небольшое дерево, в верхушке которого обитают два бурундука Чип и Дейл, после чего те следуют за ним обратно к дому. Положив бревно в камин, Дональд отправляется за спичками, в то время как Чип и Дейл пытаются достать из дерева орехи. Тем не менее, Дональд успевает поджечь бревно и предаётся отдыху перед камином. Бурундуки тушат огонь и забирают дерево, однако слегка удивлённый Дональд утаскивает его обратно, когда Чип и Дейл выходят из хижины.
Затем бурундуки забираются на крышу и забрасывают снежки в дымоход, чтобы потушить огонь Дональда. Тот взбирается по дымоходу и создаёт при помощи незваных гостей снежный ком, который впоследствии скатывает с крыши.
Чип раскрывает Дейлу новый план действий. В соответствии с замыслом, Чип взбирается на крутой холм прямо перед входной дверью хижины Дональда, после чего скатывает вниз по склону снежный ком. Дейл же стучит в дверь дома, ожидая выхода Дональда. По мере того как снежный ком скатывается с холма, он увеличивается в размерах и набирает обороты. Наконец Дональд открывает дверь именно в тот момент, когда в него врезается массивный снежный ком.
Чип и Дейл забирают своё бревно, и, во время убытия в лес, Дейл использует неподвижное состояние Дональда, чтобы отвесить ему пинка.

## Роли озвучивали
- Джимми Макдональд — Чип
- Десси Флинн — Дейл
- Кларенс Нэш — Дональд Дак

## Издания
11 декабря 2007 года мультфильм был выпущен в составе сборника Walt Disney Treasures: The Chronological Donald, Volume Three: 1947-1950.